# Artaxiaddynastin

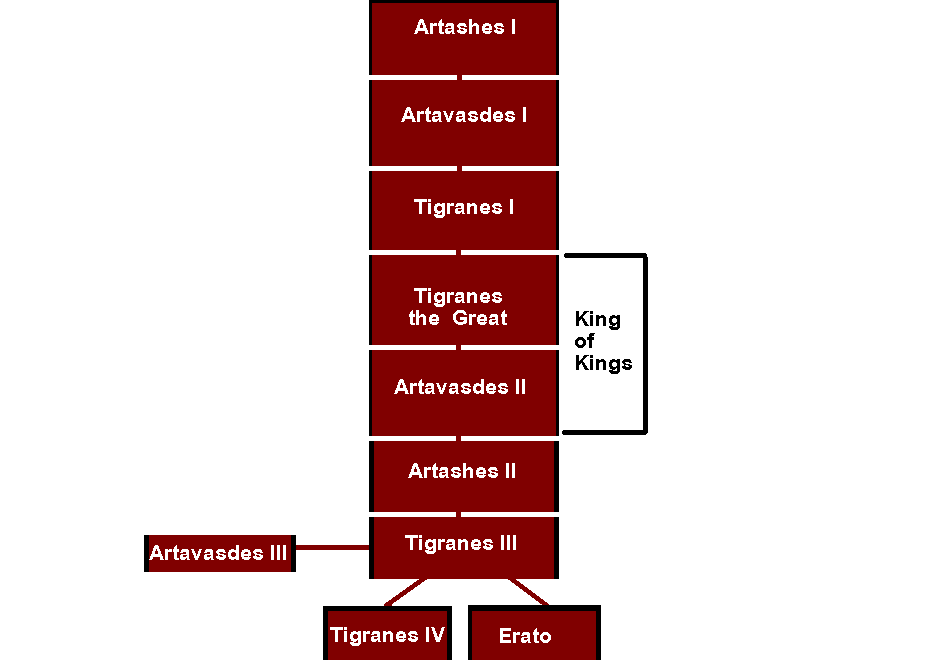
Artaxias dynasti

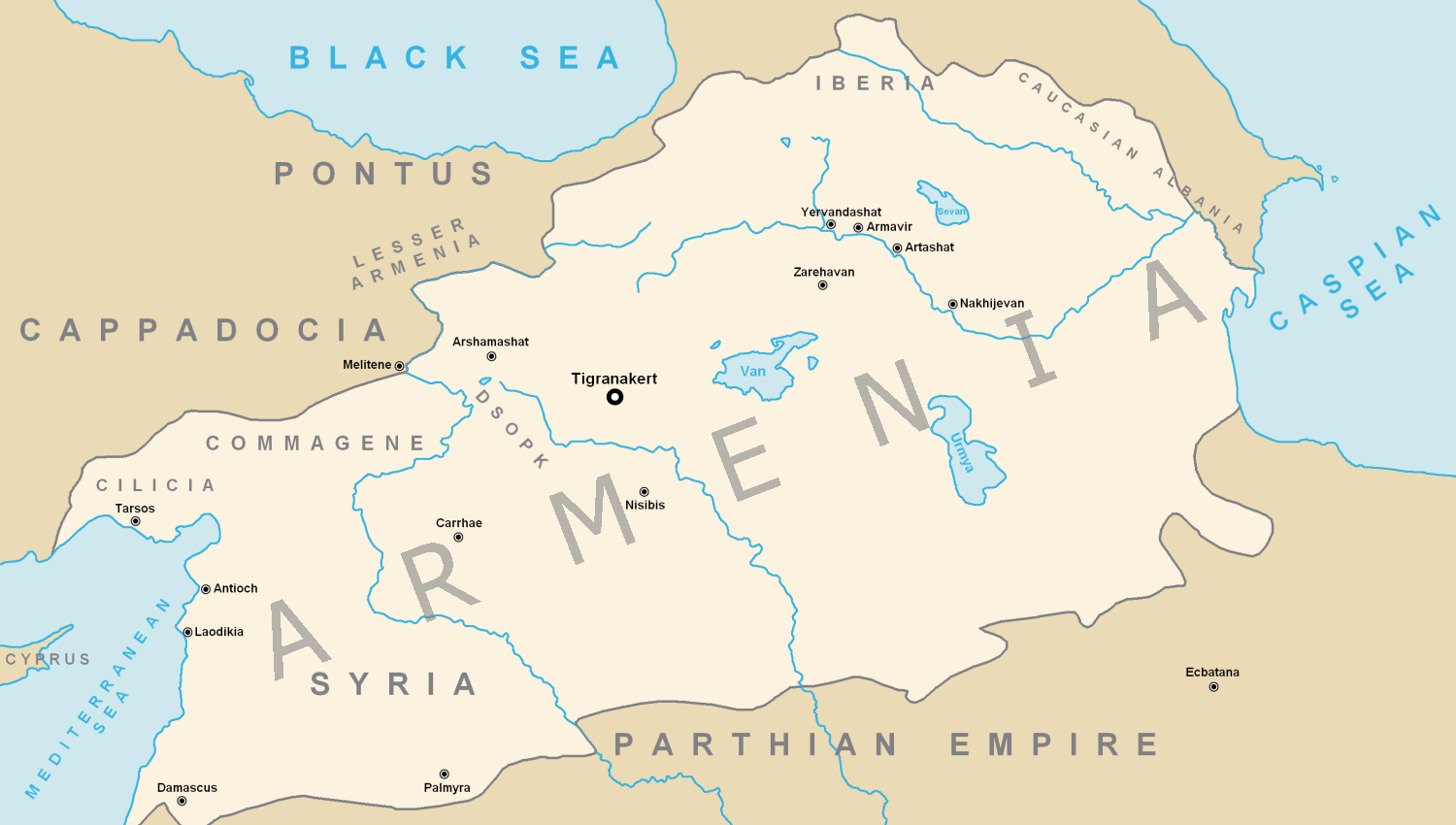
Det armeniska riket under Tigranes II

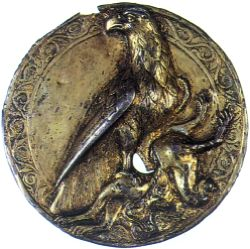
Artaxiadernas vapen

Artaxiaddynastin styrde Kungariket Armenien från 189 före Kristus till dess den övermannades av romarna år 12 efter Kristus. Deras styre omfattade Större Armenien, Sophene och under perioder också Mindre Armenien och delar av Mesopotamien. Deras huvudfiender var romarna, seleukiderna och parterna, med vilka armenierna hade väpnade konflikter.

## Kungariket Armeniens grundläggande
Enligt geografen Strabon var Artaxias och Zariadres de två vasaller under seleukidiska riket med titeln strategos, vilka styrde över provinserna Större Armenien respektive Sophene. Efter kung Antiochos III:s förlust i Slaget vid Magnesia 190 före Kristus, gjorde de uppror och förklarade sina områden självständiga, med Artaxias som den förste kungen i Artaxiaddynastin från 188.
Det antas att Artaxias och Zariadres inte var utländska generaler, utan lokala personer som var besläktade med den tidigare orontiddynastin, vilket deras iransk-armeniska namn tyder på. Artaxias räknas som ättling till orontiderna.

## Hellenistiskt inflytande
Storarmenien hade endast i liten omfattning berörts av Alexander den stores erövringar, men påverkades ändå av hellenismen under orostiderna under 200-talet. Detta inflytande var som störst under artaxiaderna, särskilt under Tigranes II. Att grekiska språket användes påvisas av kvarvarande pergament och inhuggna inskriptioner. Tigranes I:s hustru Cleopatra av Pontus bjöd in greker som retor Amphicrates och historikern Metrodorus av Scepsis till det armeniska hovet. Tigranes II:s efterträdare Artavasdes II skrev själv grekiska tragedier. Trots detta behöll den armeniska kulturen ändå i mycket sitt iranska kulturella arv.

## Det armeniska rikets största utbredning
Under Tigranes II (Tigranes den store, 95–55 före Kristus) var kungariket Armenien på toppen av makt och blev den mäktigaste nationen öster om det romerska riket. Artaxias och hans efterkommande kungar hade redan byggt den bas på vilken Tigranes II byggde sitt rike. Trots detta var det bergiga Armenien styrt av nakhararer som i mycket var självständiga från centralmakten. Tigranes rättade in dem i leden i syfte att skapa en inre säkerhet i kungariket. Armeniens gränser sträckte sig från Kaspiska havet till Medelhavet. Vid denna tidpunkt hade armenierna blivit så starka att romarna och parterna var tvungna att bilda gemensam front för att slå dem.
Tigranes grundade en ny huvudstad, som låg mer centralt inom riket, vilken han döpte till Tigranakert.
Armenierna erövrade stora landområden från parterna, som tvingades ingå ett vänskapsavtal med Tigran. Kaukasiska Iberien, Kaukasiska Albanien och Atropatene förlorade också territorier och återstoden av dessa nationer blev vasallstater. Grekerna inom seleukidriket erbjöd Tigranes den seleukidiska kronan år 83 före Kristus, varefter det armeniska riket sträckte sig så långt söderut som dagens Acre, vilket resulterade i en konflikt med hasmoneerna.

## Det armeniska rikets nedgång
Den romerska engagemanget i Mindre Asien ledde till en försvagning av Tigranes II:s rike. Tigranes hade allierat sig med Roms fiende Mithridates den store, kung över Pontus, och under det tredje mithridatiska kriget år 69 före Kristus invaderade en romersk armé under Lucullus det armeniska riket och anföll Tigranes utanför Tigranocerta. År 66 besegrade slutligen Lucullus efterträdare Pompejus Tigrans styrkor. Pompejus reducerade Armenien till sina tidigare gränser, men lät Tigranes II behålla sin tron som allierad med det romerska riket. Armenien blev därmed en buffertstat mellan romare och parter.
Tigrans arvtagare Artavasdes II upprätthöll alliansen med Rom. När Markus Antonius tog över styret över Roms östliga provinser, började han misstänka Artavasdes lojalitet och invaderade år 35 före Kristus Armenien och sände Artavasdes i fångenskap i Egypten, där han senare avrättades. Markus Antonius satte sin sexåriga son Alexander Helios som kung. Artavasdes son Artaxias II uppbådade stöd av parterna, återerövrade tronen och massakrerade den romerska garnisonen i Armenien. Han mördades efter tio års regerande, varefter inbördeskrig bröt ut mellan falanger som stödde sig på romarna respektive parterna.Till slut blev området ett romerskt protektorat under kejsaren Augustus.

## Artaxiadkungar i Armenien
- Artaxias I (190–159 före Kristus)
- Tigranes I (159–123 före Kristus)
- Artavasdes I av Armenien (123–95 före Kristus)
- Tigranes II (95–55 före Kristus)
- Artavasdes II av Armenien (55–34 före Kristus)
- Artaxias II (33 före Kristus–20 efter Kristus)
- Tigranes III (20 före Kristus–10 efter Kristus)
- Tigranes IV med Erato (10–2 före Kristus)
- Ariobarzanes II (2 före Kristus–4 efter Kristus)
- Artavasdes III av Armenien (4–6 efter Kristus)
- Tigranes V som medregent till Erato (6–12 efter Kristus)